# Euchromia brillantina
Euchromia brillantina är en fjärilsart som beskrevs av Rothschild 1911. Euchromia brillantina ingår i släktet Euchromia och familjen björnspinnare. Inga underarter finns listade i Catalogue of Life.